# Gare de Røyken
La gare de Røyken est une gare ferroviaire de la ligne de Spikkestad située dans la commune de Røyken. La gare est à 117 m d'altitude, c'est le point culminant de la ligne.

## Situation ferroviaire
Établie à 117 mètres d'altitude, la gare de Røyken est située au point kilométrique (PK) 34,45 de la ligne de Spikkestad, entre les gares ouvertes de Heggedal et de Spikkestad.

## Histoire
La gare fut officiellement inaugurée le 7 octobre 1872 lorsque la ligne Christiania-Drammen fut ouverte. 

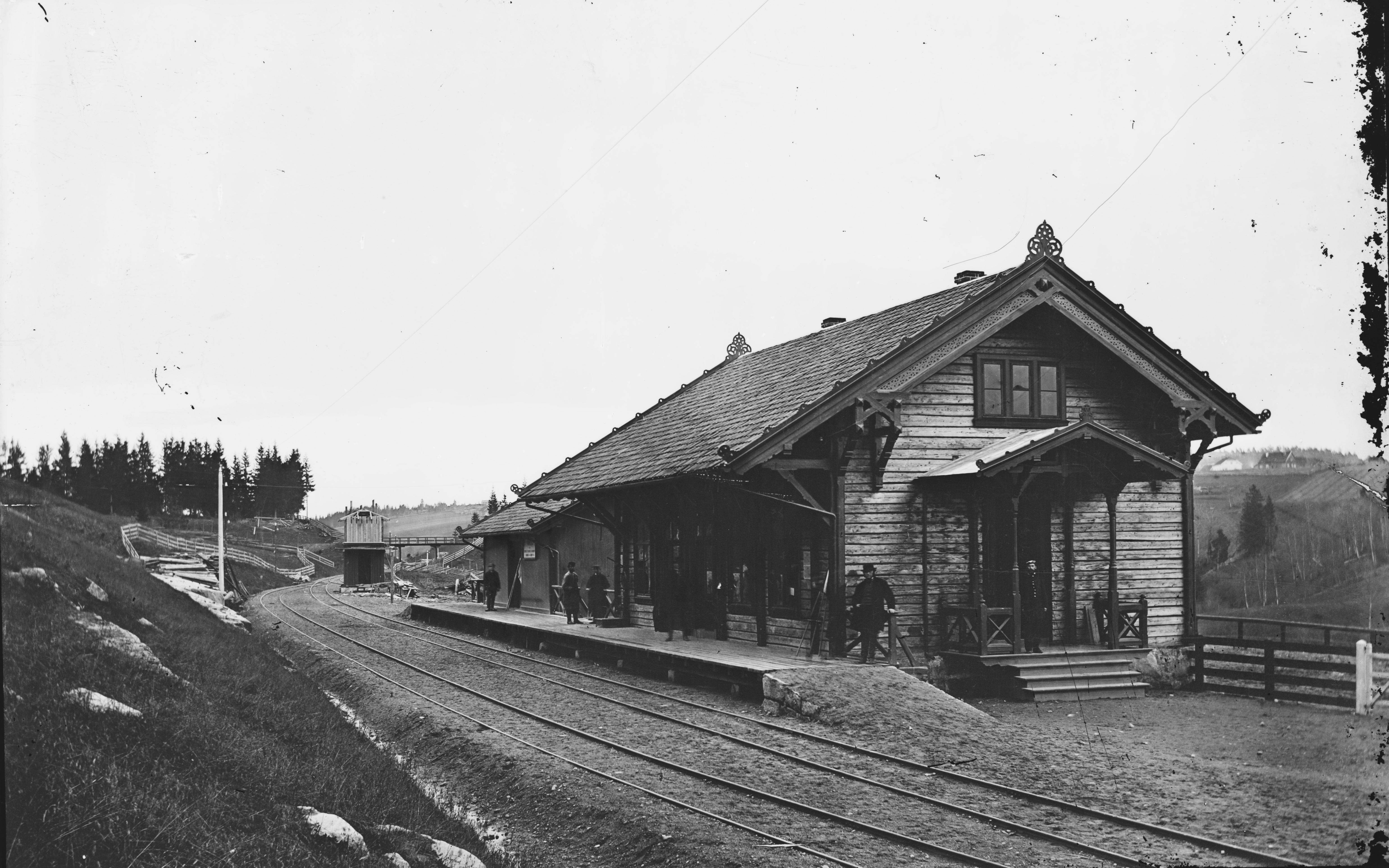
L'ancienne gare de Røyken.

Le roi Charles XV de Suède (Charles IV en Norvège) devait venir personnellement inaugurer la gare. Il avait été gravé dans la roche une couronne avec les initiales du roi et l'année. Mais le roi meurt le 18 septembre et la gare sera inaugurée par un ministre royal.

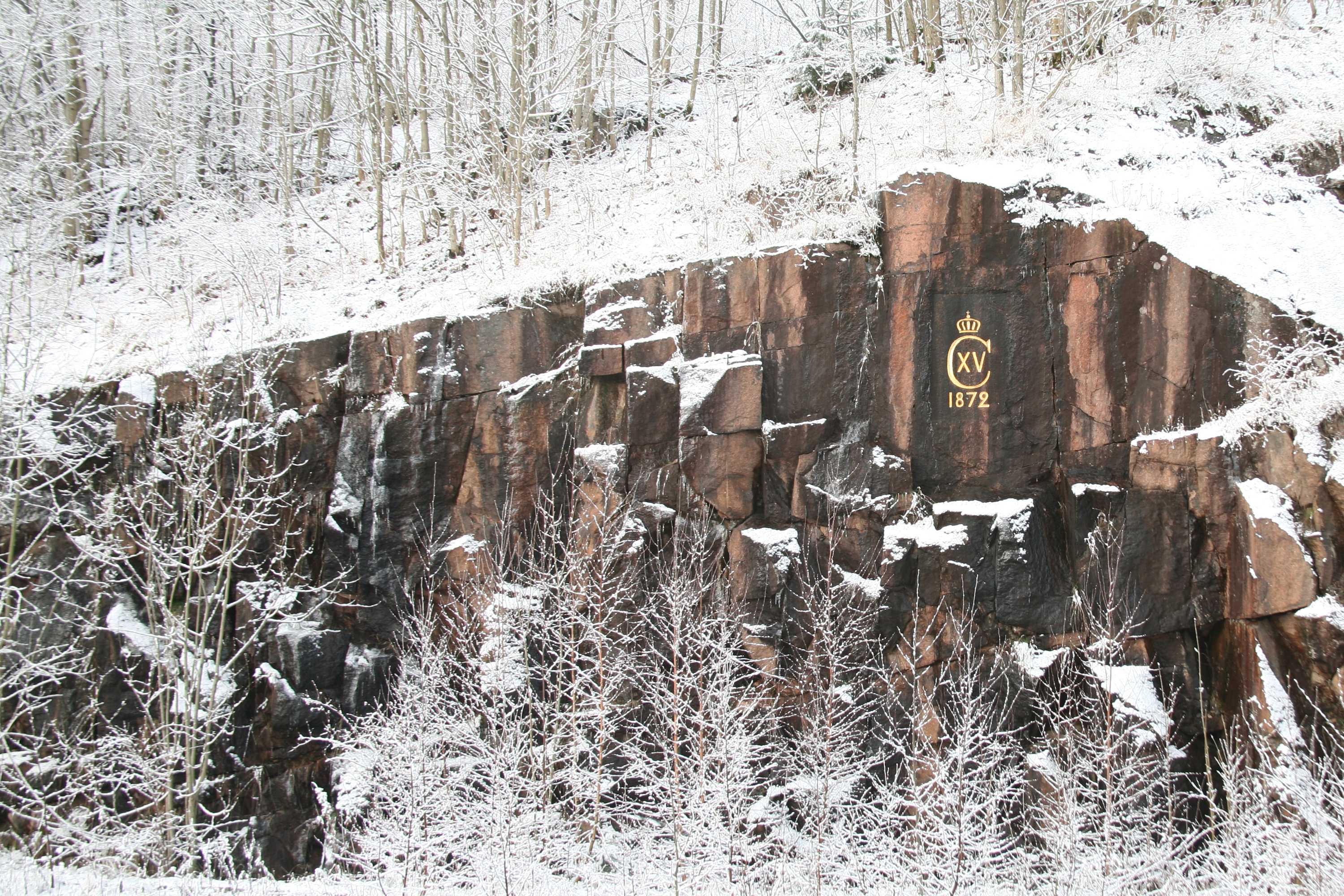
L’emblème royal de la gare

La gare se composait d'un bâtiment principal avec un hangar, un entrepôt et un château d'eau. Les bâtiments ont été assurés pour un total de 3250 speciedaler.
La ligne était initialement  à «voie étroite», (1 067 mm). Le renouvellement et la modernisation de la ligne à voie normale (1 435 mm) a été achevée en 1920, alors que l'électrification du chemin de fer a été terminée et officiellement ouverte le 26 novembre 1922. 
En 1960, la gare et le hangar sont reconstruits tandis que l'entrepôt est démoli la même année et le château d'eau en 1963. L'eau nécessaire pour les machines à vapeur était alors acheminée par une conduite d'eau venant d'un étang situé à Hannestad.
Aujourd'hui, pour des raisons techniques et de sécurité, la gare a été rétrogradée au rang de halte voyageurs.

## Service des voyageurs

### Accueil
Halte voyageurs, sans personnel permanent, elle dispose d'une salle d'attente, ouverte tous les jours, d'un abri et d'automates pour l'achat de titres de transport.

### Desserte
Røyken est desservie par les trains de la relation Spikkestad - Lillestrøm. C'est une desserte de type train de banlieue cadencée.

### Intermodalité
Un parc couvert pour les vélos et un parking pour les véhicules (73 places) y sont aménagés.